# Sideroxylon occidentale
Sideroxylon occidentale là một loài thực vật có hoa trong họ Hồng xiêm. Loài này được (Hemsl.) T.D.Penn. miêu tả khoa học đầu tiên năm 1990.